# Natalia Filatkina
Natalia Filatkina (russisch Наталия Филаткина; * 18. August 1975 in Moskau) ist eine russische Germanistin und Professorin für Linguistik des Deutschen an der Universität Hamburg.

## Leben
Filatkina studierte zunächst in Moskau und ab 1994 mit einem Stipendium des DAAD an der Humboldt-Universität zu Berlin und der Otto-Friedrich-Universität Bamberg. Von 1996 bis 1999 lehrte sie in Moskau Deutsch als Fremdsprache. Mit einem Promotionsstipendium des luxemburgischen Kultur- und Forschungsministeriums kehrte sie nach Deutschland zurück und promovierte 2003 in Bamberg bei Claudine Moulin mit einer Arbeit zum Thema Phraseologie des Lëtzebuergeschen (ISBN 3-8253-5055-X), die mit dem Prix d'encouragement der Universität Luxemburg ausgezeichnet wurde. Seit dem Wintersemester 2003 ist sie als wissenschaftliche Mitarbeiterin an der Universität Trier im Fach Ältere deutsche Philologie tätig. Sie ist Mitglied der Forschungsstelle für Sprachen und Literaturen Luxemburgs, die unter anderem eine Online-Bibliographie zur luxemburgischen Linguistik erarbeitet. Im Rahmen des Historisch-Kulturwissenschaftlichen Forschungszentrums Trier forscht sie zur historischen Sprachwissenschaft, insbesondere der Phraseologie der deutschen Sprache. 2013 vertrat sie eine Professur an der Universität Düsseldorf, 2016 an der Universität Trier. 2017 wurde sie mit der Habilitationsschrift „Historische formelhafte Sprache. Theoretische Grundlagen und Methoden ihrer Erforschung“ an der Universität Trier habilitiert; im folgenden Jahr ernannte dieselbe Universität sie zur außerplanmäßigen Professorin. 2020 nahm sie einen Ruf an die Universität Hamburg an und ist dort seitdem Professorin für Linguistik des Deutschen. 2024 wurde sie zum Mitglied der Akademie der Wissenschaften und der Literatur gewählt.
Filatkina ist verheiratet und hat einen Sohn.

## Veröffentlichungen (Auswahl)
- Phraseologie des Letzebuergeschen : empirische Untersuchungen zu strukturellen, semantisch-pragmatischen und bildlichen Aspekten, Heidelberg : Winter 2005, (Zugl.: Bamberg, Univ., Diss., 2002/2003)
- Rolf Bergmann, Claudine Moulin, Nikolaus Ruge, unter Mitarbeit von Natalia Filatkina: Alt- und Mittelhochdeutsch : Arbeitsbuch zur Grammatik der älteren deutschen Sprachstufen und zur deutschen Sprachgeschichte, Göttingen : Vandenhoeck & Ruprecht 2011, 8. Auflage (UTB Nr. 3534), ISBN 978-3-8252-3534-5.
- Natalia Filatkina und Martin Przybilski (Hrsg.): Orte, Ordnungen, Oszillationen : Raumerschaffung durch Wissen und räumliche Struktur von Wissen, Wiesbaden : Reichert 2011 (Trierer Beiträge zu den historischen Kulturwissenschaften Band 4), ISBN 978-3-89500-815-3.
- Historische formelhafte Sprache. Theoretische Grundlagen und Methoden ihrer Erforschung. Berlin/Boston : De Gruyter Mouton 2018.

## Auszeichnungen
- 2002 erhielt sie für ihre Dissertation den Prix d’encouragement für junge Forscherinnen der Université du Luxembourg
- Im Oktober 2006 wurde sie als einzige Geisteswissenschaftlerin unter mehreren Mitbewerbern für ihr Projekt Formelhafte Sprache und Traditionen des Formulierens mit dem Sofja Kovalevskaja-Preis[4] der Alexander von Humboldt-Stiftung ausgezeichnet, der mit 1 Million Euro dotiert ist. Das Preisgeld ermöglicht ihr den Aufbau einer eigenen Forschungsgruppe für die Dauer von vier Jahren.
- 2007 bekam sie den  Young Researchers Forum Award of the European Science Foundation Humanities
- 2007 erhielt sie eine „lobende Erwähnung“ im Rahmen des von der Wochenzeitung Die Zeit und der Zeitschrift Forschung und Lehre ausgeschriebenen Wettbewerbs „Nachwuchswissenschaftler des Jahres 2007“.[5]